# Nádrž
Nádrž je většinou uzavřená nádoba nebo obezděný prostor pro uchovávání kapalin (vody). Nádrží na palivo (palivová nádrž) obvykle bývají vybavena všechna motorová vozidla. Ta mohou mít i další menší nádrže na motorový olej, brzdnou kapalinu.
Nádrž na uskladnění vody se může nazývat také vodojem, speciální nádrž pro uskladnění plynu pak plynojem.

## Příklady
- vodní nádrž
- přehradní nádrž
- retenční nádrž
- vodní zdrž
- poldr

- balastní nádrž
- palivová nádrž